# Abbaye de Montpeyroux
L’abbaye de Montpeyroux est une ancienne abbaye cistercienne, fondée au XIIe siècle par des cisterciens de l'abbaye de Bonnevaux, et qui était située sur le territoire de l'actuelle commune de Puy-Guillaume, dans le département du Puy-de-Dôme.

## Situation
L'abbaye de Montpeyroux est située sur la Crédogne, à l'endroit où celle-ci quitte les gorges pour adopter un régime fluvial de plaine, avant de se jeter dans la Dore. L'abbaye, située à 314 mètres d'altitude, est distante d'environ 70 mètres de la rivière dont elle occupe la rive droite. Le site monastique est actuellement ceint d'un canal de dérivation qui est capté en amont dans la Crédogne, capte les ruisseaux descendant vers le monastère et rejoint la rivière en aval de ce dernier ; mais on ne peut savoir si le tracé de ce canal est médiéval ou plus récent ; le cadastre napoléonien et la carte de Cassini attestent cependant de la persistance de ce tracé, ainsi que de l'utilisation de son eau pour alimenter deux moulins sous l'Ancien Régime. Le lit de la Crédogne est canalisé au droit de l'abbaye ; la prise d'eau amont desservait aussi probablement le canal fournissant l'eau dans le cloître ; un canal voûté dont il reste des éléments rejetait les eaux usées, ainsi que les écoulements drainés de la plaine, dans la Crédogne en aval du monastère.

## Histoire

### Fondation
L'abbaye fut fondée en 1126 à l'initiative de Foulques (« Falcom ou Faucon ») III de Jaligny, seigneur de Puy-Guillaume, qui donna des terres aux cisterciens de Bonnevaux, alors dirigée par Jean de Bonnevaux, pour qu'ils y fondent une abbaye,.
Le premier abbé en fut Jean Juvenel. L'abbatiale, achevée en 1175, fut consacrée le 3e jour des calendes d'août par l'archevêque de Clermont, Ponce, lui-même ancien moine cistercien et abbé de Clairvaux,.

### Croissance au Moyen Âge
L'abbaye se développe au Moyen Âge, au point d'être sollicitée dès 1137 par les moines de l'abbaye de Bellaigue, dans la commune actuelle de Virlet : celle-ci, bénédictine, souhaitait s'affilier à l'ordre cistercien,.
Sur le plan matériel, l'abbaye reçoit des dons notamment de Guy II d'Auvergne et de Guigues II de Forez, à leurs décès respectifs en 1222 et 1226. L'abbatiale de Montpeyroux, d'une soixantaine de mètres de longueur, était, semble-t-il, la plus vaste d'Auvergne.
Plus encore que la moyenne des établissements cisterciens, l'économie de l'abbaye de Montpeyroux était fondée sur la proximité avec le cours d'eau arrosant le monastère, en l'occurrence la Crédogne, suffisamment puissante non seulement pour y établir des moulins, mais même navigable ; d'autre part, l'abbaye jouissait de la proximité avec le confluent entre la Dore et l'Allier.
Prospère et donc confrontée aux convoitises, l'abbaye se place sous la protection d'Alphonse de Poitiers, frère de Louis IX, en 1251, contre la moitié de ses revenus ; cette charte est confirmée en 1279 par Philippe III, puis par Philippe le Bel.

### Les destructions
En 1485, Louis Ier de Montpensier chasse les religieux de leur abbaye et s'installe à leur place avec ses troupes. Un siècle plus tard, durant les guerres de Religion, le monastère est pillé par des soldats.
Montpeyroux est lourdement endommagée par un incendie en 1685. À la suite de ce dernier, le monastère entame sa reconstruction, ce qui explique l'absence de bâtiments conventuels médiévaux. Les travaux de reconstruction sont très longs, et, à la Révolution, quand l'abbaye est vendue, ils ne sont pas encore terminés. Lors de la reconstruction, l'alignement des bâtiments conventuels avec l'abbatiale n'est pas respecté : l'église est légèrement désaxée vers le sud-est, alors que la façade occidentale du nouveau cloître présente une stricte orientation nord-sud. À la Révolution française, l'abbaye est fermée et vendue comme bien national.

## Architecture et description
L'abbaye est inscrite au titre des monuments historiques par arrêté du 7 novembre 2000. La mairie de Puy-Guillaume étudie la faisabilité d'une réhabilitation pour faire un lieu culturel de l'ancienne abbaye.
Les seuls éléments qui resteraient du Moyen Âge seraient des parties de l'aile orientale, et plus particulièrement des anciens dortoirs et salle capitulaire. Les descriptions anciennes de l'abbaye mentionnent une tour défensive massive, mais sa localisation est totalement conjecturale de nos jours.
Pour le reste, le plan est celui d'un monastère cistercien traditionnel, avec le cloître du côté droit (méridional) de l'église. L'abbatiale est construite en granite, et les éléments architecturaux visibles corroborent la date avancée par la Gallia Christiana pour la consécration de l'église. La nef, flanquée de deux collatéraux, est relativement vaste (trente mètres de longueur et cinq travées, pour une largeur totale de 17,3 mètres), la présence d'une croisée d'ogives montre la maîtrise d'une architecture gothique rudimentaire ; la décoration, sobre suivant les principes bernardins, laisse toutefois apparaître des crochets sur les chapiteaux et des griffes sur les bases de colonnes. La façade occidentale, encore debout, est percée de trois portails surmontés de cinq baies (deux en plein cintre entourant trois lancettes ogivales), le tout dominé par une rose. Enfin, le chevet a disparu mais les représentations de la fin du XVIIIe siècle montrent un dispositif rayonnant (déambulatoire) autour du chœur.

## Filiation et dépendances
L'Abbaye de Montpeyroux est fille de Bonnevaux et mère de Bellaigue

## Historiographie
La première monographie portant sur Montpeyroux est due à l'abbé Matussière et date de 1850. Il faut ensuite attendre 1943 pour que Maurice Archimbaud et Alexandre Bigay se lancent à leur tour dans une étude, quoique celle-ci reprenne par endroits textuellement le texte antérieur.